# Kjerringstraumbrua
Die Kjerringstraumbrua ist eine Hängebrücke aus Stahl in der Kommune Narvik im Norden Norwegens. Die Brücke führt die Europastraße 6 über einen Teil des Efjords. Im Bereich der Brücke liegen zwei Inseln im Efjord, wodurch es an den Engstellen zwischen den Inseln zu starker Gezeitenströmung kommt, auf Norwegisch Straumen. Aus Süden kommend überquert die Europastraße 6 zunächst mit zwei kleineren Brücken den Sørstraumen und den Mellastraumen, und etwas weiter nordwestlich schließlich überbrückt die Kjerringstraumbrua den namensgebenden Kjerringstraumen von der Insel Storøya zum Festland.
Die Brücke besteht aus Stahl, verfügt über nur einen Stützpfeiler, der auf einer natürlichen Felsinsel in der Mitte des Kjerringstraumen errichtet wurde. Aufgrund der Lage dieser natürlichen Felseninsel liegt der Stützpfeiler nicht genau in der Mitte und die Brücke ist dadurch etwas unsymmetrisch – eine Seite überspannt 200 m und die andere Seite 180 m.